# Medal Za Zasługi (Czechy)
Medal Za Zasługi (cz. Medaile Za zásluhy) – odznaczenie państwowe Czech, kontynuujące tradycje ustanowionego w 1990 medalu czechosłowackiego o tej samej nazwie.

## Zasady nadawania
Medal nadaje Prezydent Republiki Czeskiej (w latach 1990–1992, Prezydent CSRF) za zasługi w pracy w administracji państwowej i samorządowej oraz za dokonania w dziedzinach: gospodarki, nauki, technologii, kultury, sztuki, sportu, oświaty i edukacji, obrony, bezpieczeństwa narodowego i obywateli.
Odznaczenie jest podzielone na trzy stopnie i może być nadawane zarówno obywatelom czeskim (w latach 1990–1992 obywatelom CSRF), jak i cudzoziemcom.
W kolejności odznaczeń zajmuje miejsce po Medalu Za Bohaterstwo.
Z obywateli polskich medal otrzymali m.in.: Jacek Baluch (I stopnia w 1997) oraz Jacek Kuroń (II stopnia w 2003).

## Insygnia

### CSRF (1990–1992)
Medal o średnicy 33 mm wykonany jest ze złoconego srebra w stopniu I, ze srebra w stopniu II, z brązu w stopniu III. Na stronie licowej widnieje czeski lew i słowacki krzyż. Po lewej stronie, po obwodzie poprowadzony jest napis ZA ZÁSLUHY (ZA ZASŁUGI). Na rewersie widnieją splecione litery ČSFR oraz herb CSRF. Medale są zawieszone za żółtej wstążce o szerokości 38 mm z białymi paskami o szerokości 2 mm pośrodku (jeden w stopniu I, dwa w stopniu II, trzy w stopniu III). Na baretkach medali nadanych żołnierzom Sił Zbrojnych CSRF, umieszczane są srebrne okucia w postaci miniaturek skrzyżowanych mieczy.

### Czechy (od 1994)
Medal o średnicy 33 mm wykonany jest ze złoconego srebra w stopniu I, ze srebra w stopniu II, z brązu w stopniu III. Na stronie licowej widnieją litery ČR w otoczeniu stylizowanych lipowych liści. Po lewej stronie, po obwodzie poprowadzony jest napis ZA ZÁSLUHY (ZA ZASŁUGI). Na rewersie widnieje czteropolowy Wielki Herb Czech. Medale są zawieszone za żółtej wstążce o szerokości 38 mm z fioletowymi paskami o szerokości 2 mm pośrodku (jeden w stopniu I, dwa w stopniu II, trzy w stopniu III). Autorem koncepcji plastycznej medalu jest Jiří Harcuba.
| Baretki Medalu Za Zasługi | Baretki Medalu Za Zasługi | Baretki Medalu Za Zasługi    | Baretki Medalu Za Zasługi | Baretki Medalu Za Zasługi |
|                           | CSRF (1990–1992)          | CSRF – żołnierze (1990–1992) | Czechy (od 1994)          |                           |
| ------------------------- | ------------------------- | ---------------------------- | ------------------------- | ------------------------- |
| I stopień                 |                           |                              |                           |                           |
| II stopień                |                           |                              |                           |                           |
| III stopień               |                           |                              |                           |                           |